# TU
TU – amerykańska grupa muzyczna utworzona w 2002 roku przez Treya Gunna - warr guitar oraz Pata Mastelotto - perkusja, elektronika. Muzycy tworzący przez prawie dekadę sekcję rytmiczną King Crimson, wcześniej współpracujący również z Davidem Sylvianem postanowili utworzyć wspólny projekt muzyczny, który zaowocował kilkoma nagraniami i nielicznymi ale kontynuowanymi co roku koncertami. Muzyka grupy opartą w dużej mierze na improwizacji, samplingu, jazzie zawiera w sobie wiele cech kojarzonych z twórczością King Crimson. 
Przed powstaniem duetu w 2001 roku muzycy TU wraz z grającym na elektronicznym akordeonie Kimmo Pohjonenem i zajmującym się samplami i elektroniką Samuli Kosminenem – muzykami znanymi prędzej z grupy Kluster – utworzyli grupę KTU z którą już jako trio (bez Samuli Kosminena) nagrywają i występują do dziś.
Debiutancki album duetu ukazał się w 2003 roku. Podczas kilku występów grupa otwierała koncerty zespołu Tool podczas trasy 10 000 Days Tour.
W 2007 roku duet koncertował w Polsce.